# Desa Pandai (administrativ by i Indonesien, lat -8,36, long 123,09)
Desa Pandai är en administrativ by i Indonesien.   Den ligger i provinsen Nusa Tenggara Timur, i den sydöstra delen av landet, 1 800 km öster om huvudstaden Jakarta. Desa Pandai ligger på ön Pulau Adonara.